# Still (canción de Commodores)
«Still» es una canción del grupo de música soul Commodores. Fue lanzado en septiembre de 1979 por el sello discográfico Motown como segundo sencillo de su álbum de 1979 Midnight Magic con "Such a Woman" como lado B.
En Estados Unidos alcanzó el número 1 del Billboard Hot 100 y de la lista Hot Soul Singles. Llegó al número 2 en la RPM Top Singles de Canadá y al número 3 en Irlanda. En Reino Unido alcanzó el puesto 4 de la UK Singles Chart. 

## Posicionamiento en listas
| Lista (1979)                                  | Máxima posición |
| --------------------------------------------- | --------------- |
| Canadá (RPM Top Singles)                      | 2               |
| Canadá (RPM Adult Contemporary)               | 15              |
| Estados Unidos (Billboard Hot 100)            | 1               |
| Estados Unidos (Billboard Adult Contemporary) | 6               |
| Estados Unidos (Billboard Hot Soul Singles)   | 1               |
| Estados Unidos (Cash Box Top 100)             | 1               |
| Irlanda (IRMA)                                | 3               |
| Reino Unido (UK Singles Chart)                | 4               |

## Otras versiones
- En 1981, el actor y cantante John Schneider hizo una versión para su álbum Now or Never.[10]
- La canción fue versionada en cantonés por el cantante de Hong Kong Alan Tam con el título "My Heart Is Only You" (我的心只有你).